# Jerzy Wilgat
Jerzy Kazimierz Wilgat, ps. „Antoni Marski” (ur. 31 stycznia 1918 w Suchowoli, zm. 26 lutego 2007 w Warszawie) – polski działacz kombatancki, wieloletni prezes Okręgu Warszawa Światowego Związku Żołnierzy AK.

## Życiorys
W 1936 ukończył I Gimnazjum Miejskie im. gen. Józefa Sowińskiego w Warszawie. W 1939 został zmobilizowany jako podporucznik artylerzysta, uczestnik wojny obronnej Polski. Należał do Związku Walki Zbrojnej. W czasie powstania warszawskiego oficer sztabu I Obwodu Armii Krajowej w Zgrupowaniu „Bartkiewicz”. Po upadku powstania przetrzymywany kolejno w obozach Stalag X B, Bergen-Belsen i Gross Born. Do Polski powrócił w 1946.
Po zakończeniu działań wojennych, studiował na Politechnice Warszawskiej. Był pracownikiem Biura Projektów „Stolica”, oraz międzynarodowym sędzią narciarskim, działaczem Polskiego Związku Narciarskiego, oraz honorowym członkiem Warszawskiego Klubu Narciarskiego. Przez wiele lat piastował funkcje prezesa Okręgu Warszawa Światowego Związku Żołnierzy AK, był członkiem Rady Honorowej Muzeum Powstania Warszawskiego oraz Rady Kombatanckiej przy Wojewodzie Mazowieckim. Był pracownikiem Biura Rady Pamięci i Męczeństwa.
Od 1947 mąż Marii Wilgat, mieli syna (ur. 1958). 
Pochowany na Cmentarzu Powązkowskim w Warszawie.

## Odznaczenia
- 2007 – Krzyż Komandorski z Gwiazdą Orderu Odrodzenia Polski – pośmiertnie[9]
- 1999 – Krzyż Komandorski Orderu Odrodzenia Polski[10]
- 1997 – Medal za Długoletnie Pożycie Małżeńskie[11]
- Krzyż Partyzancki
- Krzyż Armii Krajowej nadany w Londynie